# Henrik Stiesdal
Henrik Stiesdal (født 14. april 1957 i Hørsholm) er en dansk opfinder og virksomhedsleder indenfor vindkraftindustri. I 1978 tegnede han en af de første vindmøller, der repræsenterede det såkaldte danske koncept som dominerede den globale vindindustri gennem 1980'erne. Indtil 2014 var Stiesdal Chief Technology Officer for Siemens Wind Power. I løbet af sin professionelle karriere har Stiesdal gjort omkring 200 opfindelser og udtaget omkring 1000 patenter.
Henrik Stiesdal er født i Hørsholm. 1979-1988 studerede han medicin, fysik og biologi ved Syddansk Universitet i Odense.[kilde mangler]
Stiesdal fik - sammen med sin britiske kollega, Andrew Garrard, 6. februar 2024 overrakt Queen Elizabeth Prize for Engineering (en) ved en højtidelighed i London.